# Jagriti (1954)
Jagriti (übersetzt: Das Erwachen) ist ein Bollywoodklassiker von Satyen Bose. Er ist der sechsterfolgreichste Film aus dem Jahr 1954 und wurde zu einem Hit.

## Handlung
Der Film handelt von einem verwöhnten und verzogenen Jungen namens Ajay. Aufgrund dessen wird Ajay in ein Internat geschickt.
Das Internat wird von Shekhar geführt. Shekhar versucht, seinen Schülern gute Manieren beizubringen, auch wenn er dabei unorthodoxe Lernmethoden anwendet. Er gewinnt das Vertrauen der Schüler, lehrt sie die Kultur ihres Landes und animiert sie, moderne Bürger zu werden.
Im Internat geht Ajay seinen Gewohnheiten nach und macht stets Ärger. Während des Aufenthalts in der Schule freundet er sich mit dem sozial benachteiligten Schüler Shanti an, der auf Krücken läuft. Obwohl sie charakterlich unterschiedlicher nicht sein können, verstehen sie sich sehr gut. Und selbst Shakti versucht, Ajay dabei zu helfen, von seiner Dickköpfigkeit abzulassen.
Eines Tages bricht Ajay aus dem Internat aus. Als Shakti davon Wind bekommt, versucht er trotz seiner Behinderung, Ajay ausfindig zu machen. Während seiner Suche gerät er in einen schweren Unfall, der tödlich für ihn endet. Erst da begreift Ajay, dass ein Mensch nur aufgrund seiner Sturheit sein Leben verloren hat. Diese Erkenntnis wird für ihn zum Wendepunkt: Ajay entwickelte sich von da an zu einem besseren Menschen. Auch seine schulischen Leistungen werden hervorragend.
Shekhar fühlt sich in seiner Lehrmethode bestätigt und verlässt das Internat, um in anderen Schulen ebenfalls diese Methoden zu verbreiten.

## Musik
| Songtitel                   | Sänger/in     |
| --------------------------- | ------------- |
| Aao Bachon Tumhein Dikhayen | Pradeep       |
| Hum Layen Hain Toofan Se    | Mohammed Rafi |
| Chalo Chalein Ma            | Asha Bhosle   |
| De Di Humein Azadi          | Asha Bhosle   |

## Kritik
“Jagriti […] works on a simple humane level and is at once simplistic, sensitive, thought-provoking, humorous and engrossing.”

„Jagriti […] wirkt auf einfacher menschlicher Ebene und ist gleichzeitig vereinfacht, einfühlsam, nachdenklich stimmend, humorvoll und fesselnd.“

## Auszeichnungen
Filmfare Award 1956
- Filmfare Award/Bester Nebendarsteller an Abhi Bhattacharya
- Filmfare Award/Bester Film an Sudhir Mukherjee

Nominierungen
- Filmfare Award/Beste Regie an Satyen Bose
- Filmfare Award/Beste Story an Manoranjan Ghosh